# Buchführer

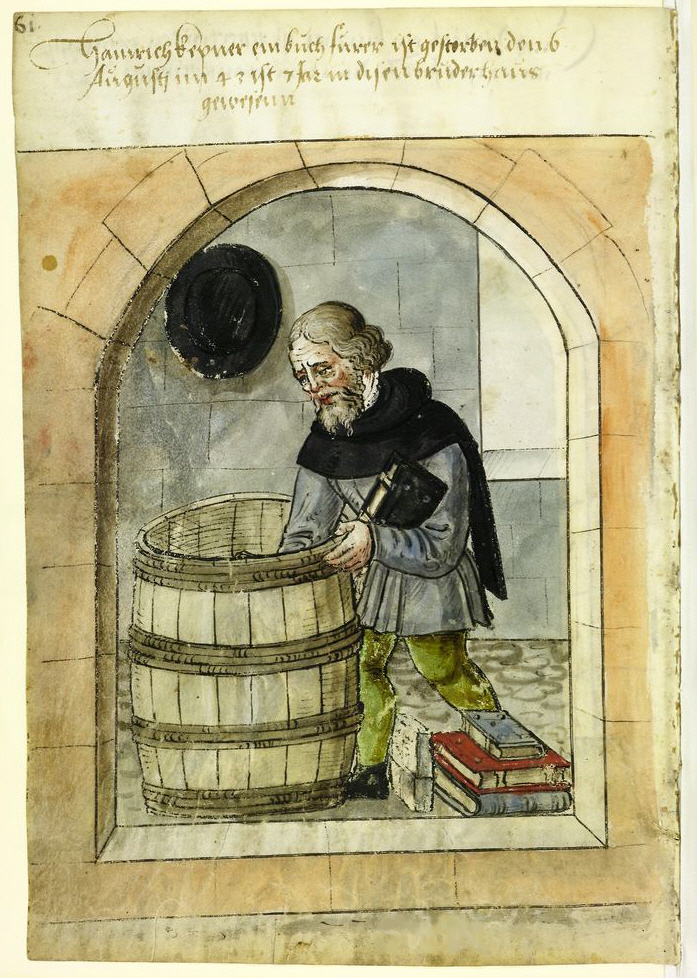
Der Buchführer Hainrich Kepner, Nürnberg 1543 (Abbildung aus den Nürnberger Hausbüchern)

Buchführer ist die Bezeichnung für Händler der Frühen Neuzeit, die vor allem auf den  Märkten des späten 15. Jahrhunderts gedruckte Bücher im Angebot führten, d. h., die Drucke nur feilboten, ohne sie selbst produziert zu haben. 
Während der Zeit der Inkunabeln wurde der Handel mit gedruckten Schriften hauptsächlich von den Druckern organisiert. Diese waren in ihren Werkstätten, benachbart nicht selten auch ein Buchbinder,  zunächst für den Verkauf der Ware zuständig. Um 1480 mehren sich die Belege für einen neuen Berufsstand, der auf eigene Rechnung einen Buchhandel betrieben und die Detailversorgung übernommen hatte: den Buchführer. Ab 1546 ist der Buchführer als eine von den Buchdruckern getrennt aufgeführte Berufsgruppe belegt. Dem Beruf des Buchführers folgte der Vertrieb gedruckter Bücher über Verlagsvertretungen, aus dem der Sortimentsbuchhandel entstand.